# Habsburg–Tescheni Mária Anna főhercegnő
Habsburg–Tescheni Mária Anna Izabella főhercegnő, Maria Anna Isabelle Epiphanie Eugenie Gabriele von Österreich–Teschen, (Linz, 1882. január 6. – Lausanne, 1940, február 25.); a Habsburg–Lotaringiai-ház Teschen-ágából származó osztrák főhercegnő, magyar és cseh királyi hercegnő, tescheni hercegnő, Habsburg–Tescheni Frigyes főherceg leánya, 1903-tól Illés (Elias) Bourbon-parmai herceg felesége.

## Élete

### Származása, testvérei
Mária Anna Izabella főhercegnő a Habsburg–Lotaringiai-ház tescheni ágából származott. 1882. január 6-án született a felső-ausztriai Linzben, szüleinek második gyermekeként.
Édesapja Habsburg–Tescheni Frigyes osztrák főherceg (1856–1936) volt, Károly Ferdinánd főherceg (1818–1874) és Erzsébet Franciska Mária főhercegnő (1831–1903) legidősebb fia, anyai ágon József nádor unokája, apai ágon Károly főherceg-tábornagy unokája, Teschen harmadik hercege, cs. és kir. tábornagy, 1914–1917 között az Osztrák–Magyar Monarchia haderőinek főparancsnoka.
Édesanyja Isabella von Croÿ-Dülmen német hercegnő (1856–1931) volt, Rudolf Maximilian Constantin von Croÿ herceg és Natalie de Ligne hercegnő leánya. Kilenc testvérből heten érték meg a felnőttkort, ketten még a századforduló előtt fiatalon elhaltak:

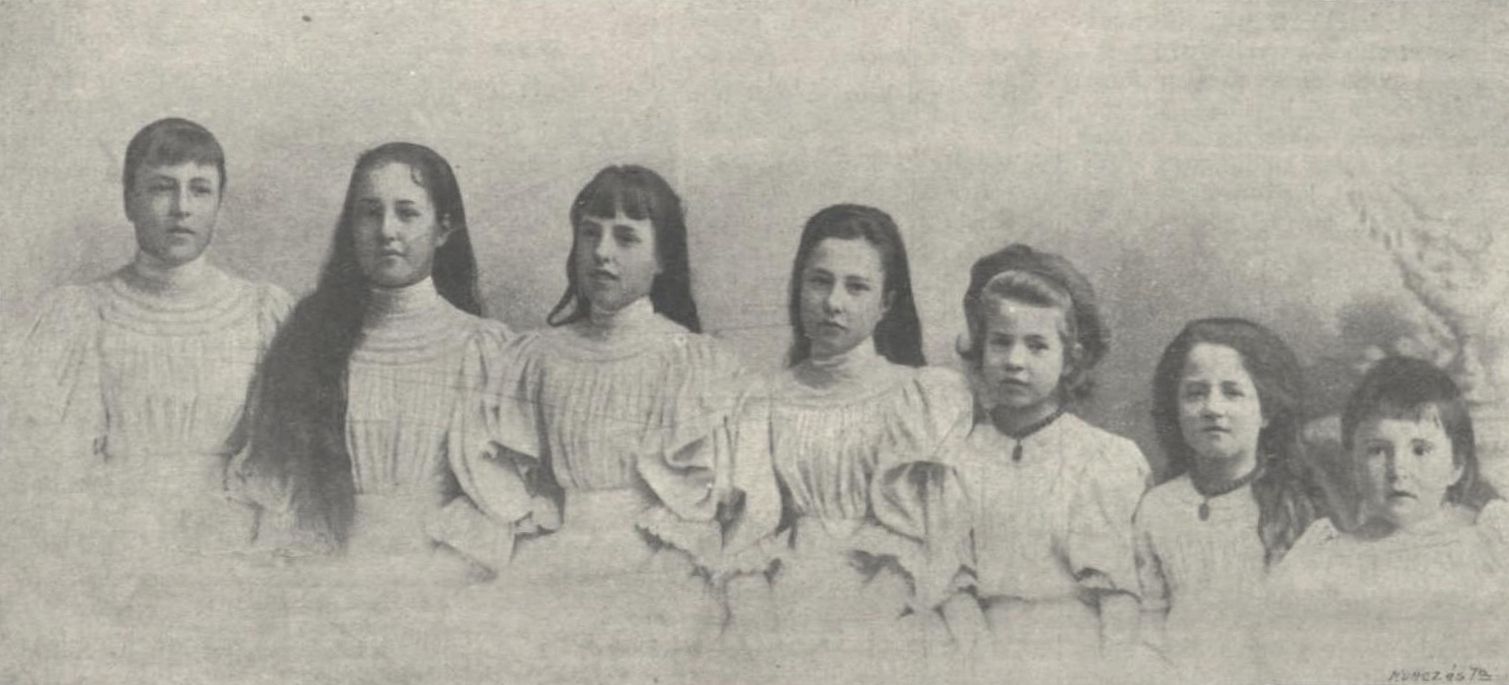
Frigyes főherceg leányai, balról a második Mária Anna Izabella.

- Mária Krisztina Izabella főhercegnő (1879–1962), aki 1902-ben Emanuel Alfred zu Salm-Salm herceghez ment feleségül.
- Mária Anna Izabella főhercegnő (1882–1940), 1903-tól Illés (Elias) Bourbon-parmai herceg felesége.
- Mária Henrietta főhercegnő (1883–1956), aki 1908-ban Gottfried von Hohenlohe-Waldenburg-Schillingsfürst herceghez ment feleségül.
- Natália Mária Terézia főhercegnő (1884–1898), fiatalon meghalt.
- Stefánia Mária Izabella főhercegnő (1886–1890), gyermekként meghalt.
- Gabriella Mária Terézia főhercegnő (1887–1954), nem ment férjhez.
- Izabella Mária Terézia főhercegnő (1888–1973), aki 1912-ben a Wittelsbach-házból való György Ferenc József bajor királyi herceghez (1880–1943), Gizella főhercegnő fiához ment feleségül, de házasságukat már 1913-ban érvénytelenítették.
- Mária Aliz főhercegnő (1893–1962), aki 1920-ban Friedrich Heinrich Waldbott von Bassenheim báróhoz ment feleségül.
- Albert Ferenc József főherceg (1897–1955), nyolc leány után az első és egyetlen fiú, a tescheni hercegi cím örököse.

Felmenőin keresztül másod-unokahúga volt Albert főherceg tábornagynak (1817–1895), és közvetlen unokahúga volt Mária Krisztina Dezideráta spanyol királynénak (1858–1929), XII. Alfonz király második feleségének, József nádor unokájának. A Habsburgok hadvezéri ágából (Feldherrenlinie) származott, elődei valóban jeles hadvezérek voltak, bár saját édesapja, Frigyes főherceg már sohasem ténykedett aktív harctéri beosztásban. Anyja révén az igen ősi Croÿ német-római birodalmi hercegi család leszármazottja volt, akik saját őseik között egy Árpád-házi magyar királyi herceget is számon tartottak.
Szülei Pozsonyban vagy Linzben éltek, a nyarakat a tescheni hercegek Weilburg kastélyában töltötték, az alsó-ausztriai Baden mellett. Mária Anna hajadon nővérei is szüleikkel éltek, sőt, később Mária Anna saját, 1920 előtt született gyermekeinek egy része is a Weilburg kastélyban született.

### Házasságának előzményei
Az 1890-es évek végén, amikor Mária Anna és nővérei eladósorba jutottak, édesanyjuk, a becsvágyó Isabella von Croÿ-Dülmen hercegnő minden követ megmozgatott, hogy a császári családból szerezzen nekik férjet. Nagy reményeket fűzött az ekkor még nőtlen Ferenc Ferdinánd főherceghez, Ferenc József császár unokaöccséhez, a trón várományosához. 1898-ban azonban, amikor a trónörökös Frigyes főherceg féltoronyi kastélyában vendégeskedett, váratlanul kiderült, hogy Ferenc Ferdinánd nem az ő leányának, hanem egyik alacsony rangú udvarhölgyének, Chotek Zsófiának, Chotkova és Wognin grófnőjének udvarol. A trónörökös kitartott választottja mellett, és 1900-ban el is vette őt feleségül. Izabella főhercegné és idősebb leányai, Mária Krisztina és Mária Anna, súlyos megaláztatásként élték meg az esetet, mélyen meggyűlölték a trónörököst és annak alacsony származású feleségét. Anyjuk ösztönzésére édesapjuk, Frigyes főherceg sem akarta a jövendő uralkodót szolgálni.

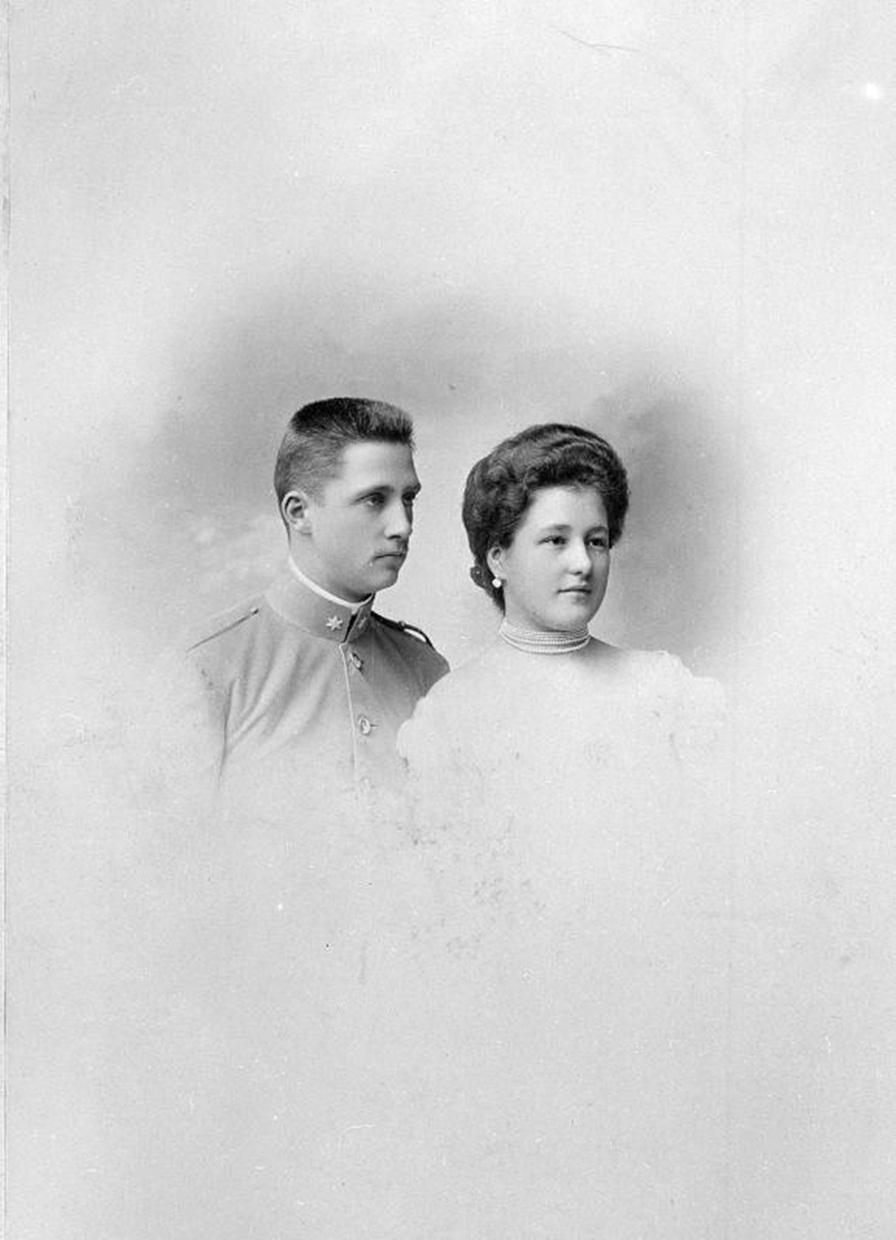
Illés herceg és menyasszonya, Mária Anna főhercegnő (1903).

### Házassága
Mária Anna főhercegnő 1903. május 25-éni Bécsben feleségül ment a Bourbon-ház parmai ágából való Illés (Elias) Bourbon-parmai herceghez (1880–1959), I. Róbertnek (1848–1907), Parma címzetes hercegének és Mária Pia nápoly–szicíliai királyi hercegnőnek (1849–1882) egyik fiához. Apósának, Róbert hercegnek két feleségétől összesen 24 gyermeke született. Első feleségétől, Mária Pia hercegnétől való gyermekeinek többsége (a szülők közeli rokonsága miatt) meghalt vagy szellemi fogyatékkal született. Fogyatékos fiútestvéreinek felügyeletét, később gyámságát egészséges öccsük, Illés herceg látta el.
Házasságukból 8 gyermek született, címüket illetően Bourbon-parmai hercegek/hercegnők:
- Erzsébet (Elisabetta, 1904–1983), nem ment férjhez,
- Károly Lajos (Carlo Luigi Federigo Antonio Roberto Elias Maria, 1905–1912), gyermekbénulásban meghalt 7 éves korában,
- Mária Franciska (Maria Francesca Giuseppa Raniera Enrichetta Pia Luisa, 1906–1994), nem ment férjhez,
- Róbert Hugó Rainer (Roberto Ugo Ranieri Ugo Alexis Luigi Enrico Deodato Elias Pio Maria, 1909–1974), 1959-től haláláig II. Róbert néven Párma és Piacenza címzetes hercege, nem nősült meg,
- Ferenc Alfonz (Francesco Alfonso Gabriele Luigi Enrico Roberto Pio Carlo Elias Maria, 1913–1959), nem nősült meg,
- Johanna Izabella (Giovanna Isabella Alfonsina Pia Luisa Maria, 1916–1949), nem ment férjhez, 1949. november 1-jén a spanyolországi La Toledanában (Toledó környékén) egy eltévedt lövés áldozata lett.
- Aliz Mária (Alicia Maria Teresa Francesca Luisa Pia Anna Valeria, 1917–2017), aki 1936-ban feleségül ment Alfonz spanyol infánshoz, (Alfonso Maria Leo de Borbón-Dos Sicilias y Borbón, 1901-1964), Calabria hercegéhez, II. Ferdinánd nápoly–szicíliai király dédunokájához.
- Mária Krisztina (Maria Cristina Albertina Enrichetta Luisa Pia Carlotta, 1925–2009), nem ment férjhez.

### A parmai hercegi örökség
1907-ben elhunyt Mária Anna apósa, I. Róbert, Parma címzetes hercege. A hercegi címet legidősebb élő fia, a szellemi fogyatékos Henrik (Enrico) herceg örökölte. Az osztrák bíróság kimondta Henrik és öt testvérének beszámíthatatlanságát, és Illés herceget jelölte ki törvényes gyámmá és a hercegi vagyon – benne a franciaországi Chambord kastély – kezelőjévé. (A beteg testvérek a Capezzano Pianore helységben (Lucca tartomány) álló Bourbon-kastélyban, a Villa Borbone delle Pianoréban éltek). 1910-ben a testvérek két csoportja megegyezett a vagyon két egyenlő részre osztásáról. Illés – mint beteg testvéreinek gyámja – megkapta a vagyon 50%-át (benne a chambord-i kastélyt is).
1907-ben Ferenc József császár az Aranygyapjas rend lovagjai közé emelte Illést. 1910-ben
1911-ben Zita Bourbon-parmai hercegnő, Illés herceg mostohahúga, Mária Anna fél-sógornője feleségül ment Károly főherceghez, a későbbi trónörököshöz, majd uralkodóhoz. A vagyonjogi jogi miatt Zita hercegnő hírhedten rossz viszonyban állt féltestvérével, Illés herceggel. 1914-ben Ferenc Ferdinánd meggyilkolása után Zita a Monarchia  trónörökösének feleségévé emelkedett, viszályuk tovább nehezítette Mária Anna és Illés herceg helyzetét a császári udvarban. Az első világháborúban az új császárné fivérei közül Illés, René és Félix hercegek a Monarchia, Szixtusz és Xavér hercegek Belgium haderejéhez csatlakoztak. 1915-ben a francia kormány elkobozta Chambord kastélyát, mert az ingatlan kezelője, Illés herceg ellenséges hadseregben szolgált.
Ferenc József elhunyta után Károly császár azonnal, még 1916 decemberében visszahívta főparancsnoki tisztségéből Mária Anna apját, Frigyes főherceget, amit a család újabb megaláztatásként értékelt, amely mögött az új császárné, Zita intrikáit gyanították.

### Az első világháború után
Az Osztrák–Magyar Monarchia széthullása után, 1920-ban az osztrák Habsburg-törvény alapján a tescheni hercegi birtokokat is elkobozták. Mária Anna szülei és testvérei, köztük öccse, Albert (Albrecht) főherceg is, magyarországi birtokaikra költöztek. 1919-ben Zita excsászárné győztes oldalra került fivérei, Szixtusz és Xavér hercegek Franciaországban pert indítottak Illés bátyjuk ellen, és az 1910-es megegyezéshez képest további vagyonrészt követeltek apai örökségükből. A per egészen 1932-ig tartott, ekkor a bíróság elutasította Szixtus és Xavér követelését, és kárpótlásra kötelezte a francia államot az elkobzott chambord-i kastély fejében.
Mivel a parmai hercegi család nem esett a Habsburg-törvény hatálya alá, Illés herceg családja továbbra is Ausztriában maradhatott, a parmai birtokokat nem kobozták el. Legkisebb leányuk, Mária Krisztina hercegnő 1925-ben született Bécsben. 1939-ben meghalt Mária Anna beteg sógora, a Pianore kastélyban élő Henrik herceg, Párma és Piacenza címzetes hercegi címe öccsére, az ugyancsak beszámíthatatlan Józsefre (Giuseppe) szállt, akinek gyámja továbbra is Illés herceg maradt, címzetes régens hercegi minőségben.
Mária Anna főhercegnő, Bourbon-parmai hercegné 58 éves korában, 1940. február 25-én hunyt el a svájci Lausanne-ban. Az alsó–ausztriai Bourbon-birtokon, Mönichkirchenben temették el. Gyermekei nem hoztak létre utódokat, csak egyik leányától, Mária Aliz hercegnőtől kapott 3 unokát, Bassenheim bárótól született gyermekeit.
1950-ben József (Giuseppe) herceg elhunytával Mária Anna özvegye, Illés herceg örökölte Párma és Piacenza címzetes hercegének (valójában e trón követelőjének) címét. Az ő elhunyta (1959) után Mária Anna hercegné fia, Róbert Hugó (1909–1974) lett a Bourbon-parmai család feje és a II. Róbert néven a parmai hercegi cím névleges viselője, a trón követelője.

## Külső hivatkozások
- Mária Anna Izabella családi, életrajzi adatai (ThePeerage.Com) (angolul)
- A parmai Bourbonok családfája (Genealog.yeuweb.cz) (angolul)
- A Habsburg-Tescheni vonal családfája (Genealog.yeuweb.cz) (angolul)
- A parmai Bourbonok családfája (chivalricorders.org) (angolul)